# New London (Ohio)
New London és una població dels Estats Units a l'estat d'Ohio. Segons el cens del 2000 tenia 2.696 habitants.

## Demografia
Segons el cens del 2000, New London tenia 2.696 habitants, 1.030 habitatges, i 701 famílies. La densitat de població era de 495,7 habitants/km².
Dels 1.030 habitatges en un 34,8% hi vivien nens de menys de 18 anys, en un 50,1% hi vivien parelles casades, en un 12,8% dones solteres, i en un 31,9% no eren unitats familiars. En el 27,9% dels habitatges hi vivien persones soles el 12,2% de les quals corresponia a persones de 65 anys o més que vivien soles. El nombre mitjà de persones vivint en cada habitatge era de 2,57 i el nombre mitjà de persones que vivien en cada família era de 3,13.
Per edats la població es repartia de la següent manera: un 28,1% tenia menys de 18 anys, un 9,6% entre 18 i 24, un 27,6% entre 25 i 44, un 20,7% de 45 a 60 i un 14% 65 anys o més.
L'edat mediana era de 34 anys. Per cada 100 dones de 18 o més anys hi havia 89,4 homes.
La renda mediana per habitatge era de 32.813 $ i la renda mediana per família de 36.360 $. Els homes tenien una renda mediana de 31.133 $ mentre que les dones 22.857 $. La renda per capita de la població era de 15.509 $. Aproximadament el 10,3% de les famílies i el 10,7% de la població estaven per davall del llindar de pobresa.

## Poblacions més properes
El següent diagrama mostra les poblacions més properes.